# Five Dollars a Day
Five Dollars a Day (Alternativtitel: $5 a Day) ist eine US-amerikanische Filmkomödie aus dem Jahr 2008. Regie führte Nigel Cole, das Drehbuch stammt von Neal H. und Tippi Dobrofsky. Die Hauptrollen sind mit Christopher Walken, Alessandro Nivola und Sharon Stone besetzt.

## Handlung
Dass einem nur einmal etwas Besonderes im Leben begegne, ist der Leitsatz von Nat, der diesen Satz auf eine Frau bezieht, der er einstmals sehr verbunden war. Sein Sohn Flynn indes denkt dabei wohl doch eher an seinen Vater, den er als etwas wirklich Besonderes im negativen Sinne erleben und erfahren durfte bzw. musste: Nat lügt und betrügt, wo er kann, ist nicht sonderlich zuverlässig und lebt sein Leben per Schmarotzertum, basierend auf Werbegeschenken, Quizgewinnen und Partner- oder Freundschaftsangeboten.
Und schließlich hat Flynns Vater auch dafür gesorgt, dass dieser seinen Job beim Gesundheitsamt verlor und seine Freundin Maggie an ihm zweifelt. Nat und Flynn haben sich seit vier Jahren nicht gesehen; so lange ist es her, dass Flynn aus dem Gefängnis entlassen wurde, in dem er eine Haftstrafe abgesessen hat, die eigentlich für Nat bestimmt war. Jetzt ist der alte Herr jedoch wieder da und möchte, dass sein Sohn ihn nach New Mexico chauffiert. Angeblich hat Nat einen Hirntumor, demzufolge er nicht mehr lange zu leben hat, und will dort eine besondere Therapie antreten. Flynn lässt sich überreden, wird jedoch von starken Zweifeln an der Wahrheit dessen, was ihm sein Vater erzählt, geplagt.
Nat, der bisher mit durchschnittlich fünf Dollar am Tag sein Leben bestritten hat, will nun plötzlich sämtliche Kosten des Trips von Atlantic City nach New Mexico für zwei Personen übernehmen. Es ist abzusehen, dass das nicht ohne ein paar kleine Betrügereien und jede Menge Stress gelingen kann. Flynn nutzt die Zeit, um Fragen seiner Vergangenheit zu beantworten und seiner Freundin Maggie, die ihn gerade verlassen hat, die Daten seines wirklichen Lebens (natürlich stilecht per mehreren Werbegeschenk-Handys) auf den Anrufbeantworter zu sprechen. Während er noch mit der Aufarbeitung seiner Vergangenheit beschäftigt ist, erfährt er plötzlich Überraschendes über seine eigentliche Herkunft – zumindest so, wie sein Vater sie ihm zugunsten einer größeren Geldsumme aus bis anhin unbekannter Quelle plötzlich präsentiert. Am Ende wartet sowohl eine traurige als auch eine freudige Überraschung auf Flynn.

## Produktion

### Produktionsnotizen
Das Projekt war bereits im Jahr 2003 geplant; seinerzeit sollte Nick Cassavetes Regie führen. Dieser wurde ein Jahr später von John Curran abgelöst, dem Nigel Cole folgte.
Der Film wurde im September und Oktober 2007 in Philadelphia, Atlantic City (New Jersey) und in verschiedenen Orten in New Mexico gedreht. Der Arbeitstitel des Films lautete Five Dollars More.

### Veröffentlichung
Die Weltpremiere des Films fand am 15. Mai 2008 auf dem Cannes Film Market statt. Ab dem 6. September 2008 gab es Vorführungen auf dem Toronto International Film Festival in Kanada. Am 11. Januar 2009 wurde Five Dollars a Day auf dem Palm Springs International Film Festival vorgestellt, am 24. April 2009 lief er in Los Angeleses und in New York an. Am 10. September 2009 war er einer der Beiträge des Temecula Valley International Film Festivals. DVD-Premiere hatte der Film am 24. August 2010 in Kanada und den USA, am 18. Oktober 2010 im Vereinigten Königreich, am 23. November 2010 in Frankreich und am 1. August 2012 in Italien. Veröffentlicht wurde er zudem in Griechenland, Portugal und in Russland.

## Kritik
Die Organisatoren des Toronto International Film Festivals waren von der Darstellung des Protagonisten Nat Parker durch Christopher Walken sehr angetan und sprachen von einer der charmantesten und herzlichsten Darstellungen seiner Karriere. Über den Regisseur äußerte man, er bediene sich eines scharfen komischen Tons.